# Simon Msuva
Simon Msuva (Dar es Salaam, 2 de outubro de 1993) é um futebolista tanzaniano que atua como atacante pelo Al-Qadisiyah  e pela seleção tanzaniana.

## Carreira
Msuva começou sua carreira na Tanzania, pelo Moro United e logo partiu para o Young Africans, um dos principais clubes no país. Com uma boa passagem pelo clube, atraiu atenção de ligas do norte da África, indo atuar no Marrocos com destaque pela sua passagem pelo WAC.
Desde 2002 esta no futebol saudita.

## Seleção nacional
Msuva ao lado de Mbwana Samatta, são as referencias técnicas da seleção tanzaniana, sendo o terceiro maior artilheiro pela seleção, fez parte e marcou um gol na histórica participação do país na CAN 2019.

## Títulos
- WAC

- Liga dos Campeões da CAF: 2021/2022

- Liga Marroquina de Futebol (2): 2020/2021 e 2021/2022